# Acropyga baodaoensis
Acropyga baodaoensis é uma espécie de formiga do gênero Acropyga, pertencente à subfamília Formicinae.